# Some Nights (single)
"Some Nights" is een single van de Amerikaanse indiepopband Fun.. De single, afkomstig van het gelijknamige album, werd op  4 juni 2012 uitgebracht. 
Het lied is geschreven door Jeff Bhasker, Nate Ruess, Andrew Dost, en Jack Antonoff. Naast indiepop bevat het lied ook elementen van powerpop en afrobeat. In de Verenigde Staten stond Some Nights zeven maanden achtereen in de Billboard Hot 100, waarvan zes weken op nummer 3. Het was de tweede hit van Fun. die een platinum plaat werd.

## Analyse
Muzikaal gezien is "Some Nights" een indiepoplied met sterke elementen uit powerpop, folkrock en afrobeat. Het is geschreven in C majeur. 
Globaal gaat de tekst over de angsten en onzekerheden van een eenzame protagonist die ver van huis is.

## Bezetting
- Zang – Nate Ruess
- Piano, basgitaar, keyboards, achtergrondzang - Andrew Dost
- Gitaar, drumstel, achtergrondzang - Jack Antonoff
- Keyboards, programmering, achtergrondzang - Jeff Bhasker
- Programmering  - Pat Reynolds
- Achtergrondzang  - Joi Starr
- Producent – Jeff Bhasker
- Tekst – Jeff Bhasker, Nate Ruess, Andrew Dost, John Dough
- Platenlabel: Fueled by Ramen

## Reacties
"Some Nights" werd goed ontvangen door critici. The Re-View noemde het lied een gewaagder en sterker lied dan zijn voorganger, "We Are Young", en dat het lied Fun.’s reputatie als band heeft gevestigd. The Guardian vergeleek Ruess’s  zang met die van Freddie Mercury. Ray Rahman van Entertainment Weekly noemde in zijn review van het gehele album "Some Nights" het beste nummer, tezamen met "We Are Young".

## Hitnoteringen
"Some Nights" haalde in onder andere Australië, Nieuw-Zeeland en Israël de eerste plaats in de hitlijsten. In de Verenigde Staten, Canada, Ierland, Oostenrijk, Italië, België en het Verenigd Koninkrijk haalde het lied de top tien, en in Nederland de top 30. 
In de Verenigde Staten debuteerde "Some Nights" in de Billboard Hot 100 tegelijk met het album. Na 18 weken bereikte het lied hier de top 40, en in de 23e week verdrong het lied "We Are Young" op de 11e plaats. Na zes weken in de top 10 haalde het lied uiteindelijk de derde positie.
In maart 2013 waren in de Verenigde Staten 4.374.000 exemplaren van de single verkocht.

### NPO Radio 2 Top 2000
| Nummer met noteringen in de NPO Radio 2 Top 2000 | '12  | '13 | '14  | '15  |
| ------------------------------------------------ | ---- | --- | ---- | ---- |
| Some Nights                                      | 1448 | 908 | 1206 | 1597 |

1. ↑  Een vetgedrukt getal geeft de hoogste notering aan.
2. ↑  2012 was het eerste jaar met een notering voor dit nummer.
3. ↑  Deze tabel is bijgewerkt tot en met de laatste editie (2024).

## Videoclip
De videoclip van "Some Nights" ging op 4 juni 2012 in première op MTV.com. De clip is geproduceerd door Poonam Sehrawat en geregisseerd door Anthony Mandler.
De clip speelt zich af tijdens de Amerikaanse Burgeroorlog, met zanger Nate als commandant van het leger van de Noordelijke staten. De clip toont een veldslag vanuit het perspectief  van 2 personen: een van elke kant in het conflict. Aan de kant van de geconfedereerde Staten ziet men een boer van middelbare leeftijd die zijn land en dieren verdedigd, en aan de kant van de Noordelijke staten twee jonge geliefden die uit elkaar worden gehaald wanneer de man wordt opgeroepen voor dienstplicht. 

## Gebruik in media
"Some Nights" werd gebruikt in de laatste aflevering van Harry's Law, en is te horen in tv-reclames van het programma Secret Millionaire. 
Het lied werd gebruikt in de promotie voor de MTV Movie Awards 2012 en de BCS National  Championschip Game van 2013. Fun. gaf een live optreden van het lied tijdens The Colbert Report, Late Night with Jimmy Fallon, Sunrise, The Jonathan Ross Show, en Saturday Night Live. T
Het lied is te horen aan het eind van de tweede bioscooptrailer voor de animatiefilm Wreck-It Ralph, en in de trailer van de film Trouble with the Curve.